# Et tu, Brute?
Et tu, Brute? è il secondo EP di inediti del gruppo musicale statunitense The Red Jumpsuit Apparatus, pubblicato il 15 marzo 2013.

## Il disco
L'EP si differenzia dai precedenti lavori dei Red Jumpsuit per i laboriosi assoli di chitarra del nuovo chitarrista della band, Josh Burke, anche se rimane una netta somiglianza tra le parti vocali e i testi nell'EP e quelli degli ultimi album della band.

## Tracce
1. The Crazy Ones – 3:00
2. Wide Is the Gate – 2:58
3. Cards – 2:55
4. You Can't Trust Anyone These Days – 2:55
5. Remember Me – 3:01
6. Chariot – 4:12

## Formazione
- Ronnie Winter - voce
- Josh Burke - chitarra solista
- Randy Winter - chitarra ritmica, tastiera, cori
- Joey Westwood - basso
- John Hartman - batteria